# Вігак Василь Михайлович
Вігак Василь Михайлович (5 травня 1936, с. Угільня, — 25 лютого 2003 , Львів) — український фізик з проблем механіки деформівного твердого тіла, доктор фізико-математичних наук, професор, співробітник Інституту прикладних проблем механіки і математики імені Я. С. Підстригача НАН України.

## Біографічні відомості
Вігак Василь народився в селі Угільня Стрийського району Львівської області. У 1958 році закінчив механіко-математичний факультет Львівського державного університету ім. І. Франка за спеціальністю механіка. Після закінчення університету працював на підприємстві Львів-ОРГРЕС Міністерства енергетики.

## Наукова діяльність
З 1975 року до 1990 року працював старшим науковим співробітником та завідувачем лабораторії, а з 1990 року до 2003 року обіймав посаду завідувача відділу механіки деформівного твердого тіла Інституту прикладних проблем механіки і математики ім. Я. С. Підстригача НАН України.
Перші публікації В. М. Вігака, написані під час роботи на підприємстві Львів-ОРГРЕС і були присвячені дослідженню температурного і термонапруженого станів відповідальних деталей теплоенергообладнання та вибору раціональних режимів їх роботи. Результати цих досліджень склали основу захищеної в 1973 році дисертації на здобуття наукового ступеня кандидата фізико-математичних наук. Подальші дослідження показали високу ефективність цього підходу стосовно до розв'язування важливих теоретичних та прикладних задач. Науковий талант В. М. Вігака у повному обсязі розкрився після його переходу в 1975 році на роботу в Інститут прикладних проблем механіки і математики АН України. Саме тут був розроблений метод побудови оптимального за швидкодією керування нагріванням пружних тіл при обмеженнях на напруження, параметри теплового процесу та керування . Метод ґрунтується на особливості, притаманній нагріванню тіл зовнішніми джерелами тепла: оптимальне за швидкодією нагрівання тіла завжди здійснюється, принаймні, по одній із границь накладених обмежень. Проведені дослідження склали основу його монографії, опублікованої в 1979 році. Вігаком В. М. проведено теоретичне обґрунтування та здійснено розвиток цього методу на випадок в'язкопружного та пружнопластичного процесів деформування матеріалу тіла. Розвиток та обґрунтування методу для випадку неоднорідних, термочутливих та анізотропних тіл. Із використанням математичного потенціалу методу оберненої задачі В. М. Вігаком побудовано розв'язки задач оптимального керування розподілом компонент тензора температурних напружень або вектора переміщень за допомогою внутрішніх джерел або зовнішніх теплових потоків. На основі методу оберненої задачі вихідні задачі оптимізації було зведено до інтегральних рівнянь Фредгольма першого роду та розроблено методику побудови їх стійких регуляризованих розв'язків. Результати проведених досліджень склали основу захищеної у 1990 році дисертації на здобуття наукового ступеня доктора фізико-математичних наук. У 1994 році В. М. Вігаку присуджено вчене звання професора.
У 1990–2003 рр. посаду завідувача обіймав доктор фізико-математичних наук, професор Василь Михайлович Вігак.
Важливим етапом наукової діяльності В. М. Вігака був розроблений ним метод розв'язування прямих задач пружності й термопружності. На основі цього методу побудовано аналітичні розв'язки дво- та тривимірних квазістатичних задач пружності й термопружності для необмежених областей, двовимірних задач для тіл із кутовими точками, виготовлених з однорідного ізо- та ортотропного матеріалів та одно- і двовимірних задач термопружності для неоднорідних термочутливих тіл. При цьому отримані інтегральні умови рівноваги для компонент тензора напружень та суцільності для компонент тензора деформацій і вектора переміщень справджуються для довільних моделей деформівного твердого тіла і можуть бути використані як критерії достовірності обчислень, незалежно від методів розрахунку, при дослідженні напружено-деформованого стану твердих тіл.
Наукові результати Вігака В. М. отримали широке визнання в наукових колах як України, так і за її межами. Вігак В. М. є автором понад 220 наукових праць в авторитетних фахових виданнях. Серед його учнів шість кандидатів фізико-математичних наук. 